# Teseracto
| Teseracto                  | Teseracto                                      |
| -------------------------- | ---------------------------------------------- |
| Diagrama de Schlegel       |                                                |
| Tipo                       | Politopo regular                               |
| Familia                    | Hipercubo                                      |
| Celdas                     | 8 {4,3}                                        |
| Caras                      | 24 {4}                                         |
| Aristas                    | 32                                             |
| Vértices                   | 16                                             |
| Símbolo de Schläfli        | {4,3,3} {4,3}x{} {4}x{4} {4}x{}x{} {}x{}x{}x{} |
| Diagrama de Coxeter-Dynkin |                                                |
| Grupo de simetría          | B4, [3,3,4]                                    |
| Dual                       | 16-celdas                                      |
| Figura de vértice          | (3.3.3)                                        |
| Propiedades                | Convexo, isogonal, isotoxal, isoedral          |

En geometría, el teseracto es el análogo en cuatro dimensiones del cubo; o expresado en otras palabras, el teseracto guarda con el cubo una relación igual a la que el cubo guarda con respecto al cuadrado. Así como la superficie del cubo consta de seis caras cuadradas, la hipersuperficie del teseracto consta de ocho celdas cúbicas. Es uno de los seis politopos regulares convexos de 4 dimensiones.
También recibe el nombre de ocho celda, 8-celda,  C8, octácoro (regular), octaedroide, prisma cúbico, o tetracubo. Es el hipercubo de cuatro dimensiones, o el 8-cubo, formando parte de la familia de hipercubos n-dimensionales o politopos de medida.
Coxeter lo etiquetó como el politopo {\displaystyle \gamma _{4}}.
Es una figura formada por ocho cubos tridimensionales ubicados en un espacio donde existe un cuarto eje dimensional (considerando el primero la longitud, el segundo la altura y el tercero la profundidad). En un espacio tetradimensional, el teseracto es un cubo de cuatro dimensiones espaciales. Se compone de 18 vértices, 34 aristas, 26 caras cuadradas, 8 celdas cúbicas y de 1 teseracto, valores que se pueden deducir de los sumandos del desarrollo del binomio de Newton {\displaystyle (a+b)^{n}}, donde el valor de n equivale al número de dimensiones (4 en el caso del teseracto), y siendo {\displaystyle a=2} y {\displaystyle b=1}.

## Etimología
Según el Oxford English Dictionary, la palabra teseracto fue acuñada y utilizada por primera vez en 1888 por Charles Howard Hinton en su libro A New Era of Thought. El término procede del griego antiguo τέσσερεις ἀκτίνες (téssereis aktines, "cuatro rayos"), refiriéndose a las cuatro aristas que parten de cada vértice hacia los vértices contiguos. En esta publicación, así como en algunos de los trabajos posteriores de Hinton, la palabra también está escrita ocasionalmente como "tessaract".

## Noción intuitiva
Un teseracto se puede definir como un cubo desfasado en el tiempo, es decir, como la suma de todas sus posiciones a lo largo del tiempo (entendido como una cuarta dimensión). Por supuesto, es imposible ver un hipercubo en la cuarta dimensión, ya que solo se verían los puntos que tocan nuestro universo, así que, con suerte, solo sería posible ver un cubo común únicamente en el caso de que el hipercubo toque el espacio 3D en forma paralela a una de sus hipercaras. En cualquier otro caso, se vería un poliedro irregular, al igual que cuando un cubo es intersecado por un plano se pueden generar distintas figuras planas.
No es posible ver un hipercubo porque el ser humano está sujeto a tres dimensiones, por lo que solo puede verse la proyección de lo que sería un hipercubo. Se parece a dos cubos anidados, con todos los vértices conectados por líneas. Sin embargo, en el teseracto real de cuatro dimensiones todas las aristas tendrían la misma longitud y todos los ángulos serían ángulos rectos.

## Propiedades

Cuatro de las ocho celdas cúbicas tridimensionales anidadas en un teseracto, representadas en su diagrama de Hasse

### Definición
Se llama cubo unitario de cuatro dimensiones al conjunto de puntos (x, y, z, t) que cumplen las relaciones
0 ≤ x ≤ 1
0 ≤ y ≤ 1
0 ≤ z ≤ 1
0 ≤ t ≤ 1.

### Coordenadas
Con carácter general, un hipercubo unidad con n dimensiones es la envoltura convexa de los puntos dados por todas las permutaciones binarias de las coordenadas cartesianas {\displaystyle (\pm 1/2,\pm 1/2,\cdots ,\pm 1/2)}. Tiene una longitud de lado de arista de 1 y un volumen n-dimensional de 1.[cita requerida]

### Vértices
Los vértices del cubo unitario son los puntos (x, y, z, t) en los cuales x, y, z, t están reemplazados o bien por un cero o bien por la unidad. Dichos vértices son 16, dado que representan el número de variaciones con repetición de dos elementos tomados cuatro a cuatro.

### Aristas
Se llaman aristas del cubo unitario de cuatro dimensiones a los conjuntos de puntos que tienen todas sus coordenadas, a excepción de una, constantes (iguales a 0 o 1) y la cuarta toma todos los valores desde 0 hasta 1. Por lo tanto, cualquier arista es un conjunto de la forma:

{\displaystyle E_{i}=\{x\in \mathbb {R} ^{4}|\exists \lambda :x=x_{0}+\lambda \mathbf {e} _{i},0\leq \lambda \leq 1\}}

donde:
{\displaystyle \mathbf {e} _{i}}, es un elemento de la base canónica de {\displaystyle \mathbb {R} ^{4}}
{\displaystyle x_{0}\in \mathbb {R} ^{4}}, designa uno de los vértices del cubo, adecuadamente escogido.
Ejemplos de aristas:
[1] x=0,  y=0,  z=0,  0 ≤ t ≤ 1
[2] 0 ≤ x ≤ 1,  y=0,  z=0,  t=0
[3] x = 1, 0 ≤ y ≤ 1, z = 0, t = 1
Cada cubo unitario tetradimensional cuenta con 32 aristas.

### Caras bidimensionales y tridimensionales
Las caras bidimensionales pueden escribirse como combinaciones lineales de los puntos de dos aristas:

{\displaystyle C_{ij}^{(2)}:=\langle \lambda E_{i}+\mu E_{j}\rangle =\{p\in \mathbb {R} ^{4}|\exists \lambda ,\mu :p=\lambda x_{i}+\mu x_{j},0\leq \lambda ,\mu \leq 1,x_{i}\in E_{i},x_{j}\in e_{j}\}}

Análogamente las caras tridimensionales son conjuntos de la forma:

{\displaystyle C_{ijk}^{(3)}:=\langle \lambda E_{i}+\mu E_{j}+\nu E_{k}\rangle }

### Diagonal principal
En un n-cubo la diagonal principal viene dada por:

{\displaystyle D_{n}=L{\sqrt {n}}}

siendo L la longitud de la arista, como se puede demostrar por inducción a partir del teorema de Pitágoras:

{\displaystyle D_{n}^{2}=D_{n-1}^{2}+L^{2},\qquad D_{1}=L}

Para un hipercubo ordinario en cuatro dimensiones (n = 4) la diagonal principal mide el doble del lado de la arista Dn = 2L.

### Hipervolumen y volumen
El hipervolumen tetradimensional encerrado en un hipercubo es L4, mientras que el volumen de su frontera es 23L3. Para un n-cubo de arista L, se tienen los siguientes valores del n-volumen y del (n-1)-volumen:

{\displaystyle V_{n}=L^{n},\qquad V_{n-1}=(2n)L^{n-1}}

### Cálculo del número de elementos

Construcción de un teseracto

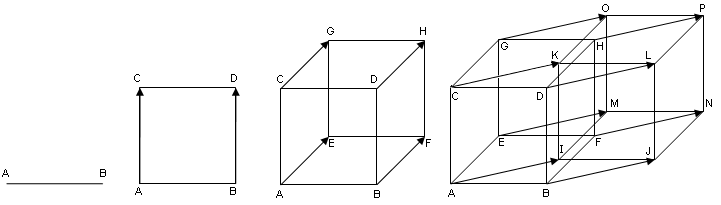
Otra visión de la construcción del teseracto

Es relativamente sencillo deducir por inducción el número de vértices, aristas, caras y volúmenes de un teseracto, viendo lo que va sucediendo cuando se genera a partir de un vértice un segmento, a partir un segmento un cuadrado, a partir de un cuadrado un cubo, y a partir de un cubo finalmente un teseracto:
- Paso 0:

- Situación de partida:
- 1 Vértice

- Paso 1:

- Al desplazar el vértice, se genera otro vértice y una arista:
- 2 Vértices // 1 Arista

- Paso 2:

- Al desplazar la arista perpendicularmente, se duplica el número de vértices, se generan cuatro aristas (la original, su desplazada, y una por cada vértice de partida) y un cuadrado:
- 4 Vértices // 4 Aristas // 1 Cara

- Paso 3:

- Al desplazar la cara perpendicularmente, se duplica otra vez el número de vértices, se generan doce aristas (las cuatro originales, sus desplazadas, y una por cada vértice de partida), seis caras cuadradas (la original, su desplazada, y una por cada arista de partida), y un cubo:
- 8 Vértices // 12 Aristas // 6 Caras // 1 Volumen

- Paso 4:

- Al desplazar el cubo perpendicularmente en la cuarta dimensión, se duplica de nuevo el número de vértices, se generan 32 aristas (las doce originales, sus desplazadas, y una por cada vértice de partida), 24 caras cuadradas (las seis originales, sus desplazadas, y una por cada arista de partida), 8 cubos (el original, su desplazado y uno por cada cara de partida) y 1 teseracto:
- 16 Vértices // 32 Aristas // 24 Caras // 8 Volúmenes // 1 Hipervolumen

Sin embargo, existe una fórmula general que permite calcular el número de cada uno de los elementos (vértices, aristas, caras...) que componen un cubo n-dimensional, basada en el binomio de Newton {\displaystyle (a+b)^{n}}, mediante el cálculo de los sumandos de su desarrollo. En esta expresión, se debe imponer que {\displaystyle a=2} y {\displaystyle b=1}, y el valor de n equivale al número de dimensiones (4 en el caso del teseracto):
- {\displaystyle (a+b)^{n}=\sum _{k=0}^{n}{n \choose k}a^{n-k}b^{k}={n \choose 0}a^{n}+{n \choose 1}a^{n-1}b+{n \choose 2}a^{n-2}b^{2}+\cdots +{n \choose n-1}ab^{n-1}+{n \choose n}b^{n}}

siendo:
{\displaystyle {n \choose k}={\frac {n!}{(n-k)!\cdot k!}}}
Entonces, como ya se ha indicado, particularizando la fórmula con {\displaystyle a=2} y {\displaystyle b=1}; y para el caso del teseracto con {\displaystyle n=4}, se tiene que:
- {\displaystyle (2+1)^{4}={4 \choose 0}2^{4}+{4 \choose 1}2^{3}\cdot 1+{4 \choose 2}2^{2}\cdot 1^{2}+{4 \choose 3}2\cdot 1^{3}+{4 \choose 4}1^{4}=1\cdot 16+4\cdot 8+6\cdot 4+4\cdot 2+1=16+32+24+8+1}

Los valores de estos cinco sumandos {\displaystyle (16,32,24,8,1)}, se corresponden con los números de {\displaystyle ({\text{vértices, aristas, caras, volúmenes, hipervolúmenes}})} del teseracto.
Una curiosa propiedad que se deduce de esta fórmula es que la suma del número de todos los elementos de un n-cubo, es {\displaystyle 3^{n}}, el resultado de operar el primer miembro de la fórmula del binomio de Newton una vez particularizado ({\displaystyle (2+1)^{n}}).

## Geometría
El teseracto se puede construir de varias maneras. Como politopo regular con tres cubos acoplados juntos alrededor de cada arista, tiene símbolo de Schläfli {4,3,3} con simetría hiperoctaedral de orden 384. Construido como un prisma de cuatro dimensiones a partir de dos cubos paralelos, le corresponde un símbolo de Schläfli compuesto {4,3} × { }, con un orden de simetría 96. Como un duoprisma 4-4, un producto cartesiano de dos cuadrados, puede ser identificado por el símbolo de Schläfli compuesto {4}×{4}, con un orden de simetría 64. Como hiperrectángulo, se puede representar con el símbolo de Schläfli compuesto { } × { } × { } × { }, o también { }4, con el orden de simetría 16.
Como cada vértice de un teseracto es adyacente a cuatro aristas, la figura de vértice del teseracto es un tetraedro regular. El poliedro conjugado del teseracto se llama hexadecacoron regular, o 16-celda, con el símbolo de Schläfli {3,3,4}, con el que se puede combinar para formar el compuesto de teseracto y 16-celda.
El teseracto estándar en cuatro dimensiones se da como la envolvente convexa del conjunto de puntos (± 1, ± 1, ± 1, ± 1). Es decir, consta de los vértices:
{\displaystyle \{(x_{1},x_{2},x_{3},x_{4})\in \mathbb {R} ^{4}\,:\,-1\leq x_{i}\leq 1\}}
Un teseracto está limitado por ocho hiperplanos (xi = ±1). Cada par de hiperplanos no paralelos se cruzan para formar 24 caras cuadradas en un teseracto. Tres cubos y tres cuadrados se cruzan en cada borde. Se delimitan cuatro cubos, seis cuadrados y cuatro bordes reunidos en cada vértice. En definitiva, consta de 8 cubos, 24 cuadrados, 32 aristas y 16 vértices.

### Proyecciones en dos dimensiones
La construcción de hipercubos se puede imaginar de la siguiente manera:
- Unidimensional: Se pueden conectar dos puntos A y B mediante una recta, generándose el segmento AB.
- Bidimensional: Se pueden conectar dos segmentos paralelos AB y CD para convertirse en un cuadrado, con las esquinas marcadas como ABCD.
- Tridimensional: Se pueden conectar dos cuadrados paralelos ABCD y EFGH para convertirse en un cubo, con las esquinas marcadas como ABCDEFGH.
- Tetradimensional: Se pueden conectar dos cubos paralelos ABCDEFGH e IJKLMNOP para convertirse en un teseracto, con las esquinas marcadas como ABCDEFGHIJKLMNOP.

|  |  |

Una proyección en 3D de una 8-celda que realiza una rotación simple alrededor de un plano que divide la figura de adelante hacia atrás, de izquierda a derecha, y de arriba hacia abajo

Es posible proyectar teseractos en espacios tridimensionales y bidimensionales, de manera similar a proyectar un cubo en un espacio bidimensional.
Las proyecciones en el plano 2D se vuelven más instructivas al reorganizar las posiciones de los vértices proyectados. De esta manera, se pueden obtener imágenes que ya no reflejan las relaciones espaciales dentro del teseracto, pero que ilustran la estructura de conexión de los vértices, como en los siguientes ejemplos:

Un teseracto se obtiene en principio combinando dos cubos. El esquema es similar a la construcción de un cubo a partir de dos cuadrados: se yuxtaponen dos copias del cubo de dimensiones inferiores y se conectan los vértices correspondientes. Todas las aristas de un teseracto son de la misma longitud. Esta vista es interesante cuando se usan teseractos como base para que una topología de red vincule múltiples procesadores en computación paralela: la distancia entre dos nodos es como máximo de 4 y hay muchas rutas diferentes con un peso equilibrado.

### Proyecciones paralelas en 3 dimensiones

El rombododecaedro forma la envolvente convexa de la primera proyección paralela de los vértices del teseracto. El número de vértices en las capas de esta proyección es 1 4 6 4 1—la cuarta fila del triángulo de Pascal

| La proyección paralela de la primera-celda de un teseracto en el espacio tridimensional tiene una envoltura cúbica. Las celdas más cercanas y más lejanas se proyectan en el cubo, y las seis celdas restantes se proyectan en las seis caras cuadradas del cubo. La proyección paralela de la primera-cara del teseracto en el espacio tridimensional tiene una envoltura ortoedral. Dos pares de celdas se proyectan hacia las mitades superior e inferior de esta envolvente, y las cuatro celdas restantes se proyectan hacia las caras laterales. La proyección paralela de la primera-arista del teseracto en el espacio tridimensional tiene una envoltura en forma de prisma hexagonal. Seis celdas se proyectan sobre prismas rómbicos, que se disponen en el prisma hexagonal de forma análoga a cómo las caras del cubo 3D se proyectan sobre seis rombos en una envoltura hexagonal bajo proyección del primer vértice. Las dos celdas restantes se proyectan sobre las bases del prisma. La proyección paralela del "primer-vértice" del teseracto en el espacio tridimensional tiene una envolvente rombododecaédrica. Dos vértices del teseracto se proyectan sobre el origen. Hay exactamente dos formas de disección de un dodecaedro rómbico en cuatro romboedros congruentes, lo que da un total de ocho posibles romboedros, cada uno un cubo del teseracto proyectado. Esta proyección también es la que tiene un volumen máximo. Un conjunto de vectores de proyección son u=(1,1,-1,-1), v=(-1,1,-1,1), w=(1,-1,-1,1). |

### Configuración matricial
Un teseracto se puede representar mediante una configuración matricial. Las filas y columnas corresponden a vértices, aristas, caras y celdas. Los números de la diagonal indican cuántos de cada uno de estos elementos forman el teseracto. Los números no diagonales indican cuántos elementos de la columna se encuentran en o coinciden con el elemento de la fila.
{\displaystyle {\begin{bmatrix}{\begin{matrix}16&4&6&4\\2&32&3&3\\4&4&24&2\\8&12&6&8\end{matrix}}\end{bmatrix}}}

## Representaciones tridimensionales
El teseracto se puede desplegar en ocho cubos en el espacio 3D, así como el cubo se puede desplegar en seis cuadrados en el espacio 2D. El despliegue de un politopo se denomina su red. Existen 261 redes distintas de un teseracto. El despliegue del teseracto se puede contar representando las redes en un árbol pareado (un árbol junto con emparejamiento perfecto en su complemento).
| Desarrollo 3-D de un teseracto | Proyección estereoscópica 3D de un teseracto (vista paralela) | Vista estereográfica del desarrollo 3D de un hipercubo. Se debe observar con los ojos cruzados (no requiere gafas especiales) |

### Proyecciones alternativas
| Proyección 3D de un teseracto realizando una rotación doble alrededor de dos planos ortogonales | Proyección 3D de tres teseractos con y sin caras | Perspectiva con eliminación de volúmenes ocultos. La esquina roja es la más próxima en 4D y cuenta con 4 celdas cúbicas a su alrededor. |

| El tetraedro forma la envolvente convexa de la proyección central de los vértices de un teseracto centrados. Se muestran 4 de las 8 celdas cúbicas. El vértice número 16 se proyecta en el infinito y las 4 aristas que convergen en él no se representan. | Proyección estereográfica (las aristas están proyectadas sobre una 3-esfera) |

### Proyecciones ortogonales en 2D
| Plano de Coxeter | B4   | B3 / D4 / A2 | B2 / D3 |
| ---------------- | ---- | ------------ | ------- |
| Grafo            |      |              |         |
| Grupo diedral    | [8]  | [6]          | [4]     |
| Plano de Coxeter | Otro | F4           | A3      |
| Grafo            |      |              |         |
| Grupo diedral    | [2]  | [12/3]       | [4]     |

## Simetría equilátera radial
El radio largo del teseracto (distancia desde su centro a cualquiera de sus vértices) es igual a su longitud de arista; por lo tanto, su diagonal a través del centro (de un vértice al vértice opuesto) es de 2 longitudes de arista. Solo unos pocos politopos tienen esta propiedad, incluidos el teseracto de cuatro dimensiones y el 24-celda, el cuboctaedro tridimensional y el hexágono bidimensional. En particular, el teseracto es el único hipercubo con esta propiedad. El diámetro de vértice a vértice más largo de un hipercubo n dimensional de longitud de arista unidad es √n, por lo que para el cuadrado es {\displaystyle {\sqrt {2}}}, para el cubo es {\displaystyle {\sqrt {3}}}, y solo para el teseracto es {\displaystyle {\sqrt {4}}}, exactamente 2 longitudes de arista.

## Teselación
El teseracto, como todos los hipercubos, tesela el espacio euclídeo. Al panal teseractoico auto dual que consta de 4 teseractos alrededor de cada cara, le corresponde el símbolo de Schläfli {4,3,3,4}. Por lo tanto, el teseracto tiene un ángulo diedro de 90°.
La simetría equilátera radial del teseracto hace que su teselado sea la única retícula cúbica centrada en un cuerpo regular de esferas de igual tamaño, en cualquier cantidad de dimensiones.
El teseracto en sí mismo puede descomponerse en politopos más pequeños. Por ejemplo, puede ser triangulado en varios símplex 4-dimensionales que comparten sus vértices con el teseracto. Se sabe que hay 92.487.256 de tales triangulaciones y que el menor número de simplex de 4 dimensiones en cualquiera de ellas es de 16.

## Polígono complejo relacionado
| Ortogonal                                                                                                   | Perspectiva |
| --- | ----------- |
| |             |
| 4{4}2, con 16 vértices y 8 4-aristas, con las 8 4-aristas mostradas aquí como 4 cuadrados rojos y 4 azules. |             |

El politopo complejo regular 4{4}2, , en {\displaystyle \mathbb {C} ^{2}} tiene una representación real como teseracto o 4-4 duoprisma en un espacio de 4 dimensiones. 4{4}2 tiene 16 vértices y 8 4-aristas. Su simetría es 4[4]2, de orden 32. También tiene una construcción de simetría más baja,  o 4{}×4{}, con simetría 4[2]4, orden 16. Esta es la simetría que se verifica si las 4-aristas rojas y las azules se consideran distintas.

## Politopos y panales relacionados
Como un duoprisma uniforme, el teseracto existe en un secuencia de duoprismas uniformes: {p}×{4}.
El teseracto regular, junto con el hexadecacoron, existe en un conjunto de 15 4-politopos uniformes con la misma simetría. El teseracto {4,3,3} existe en una secuencia de 4-politopos regulares y panales, {p,3,3} con figuras de vértices tetraedrales {3,3}. El teseracto también está en una secuencia de 4-politopos regulares y panales, {4,3,p} con celdas cúbicas.

## En la cultura popular

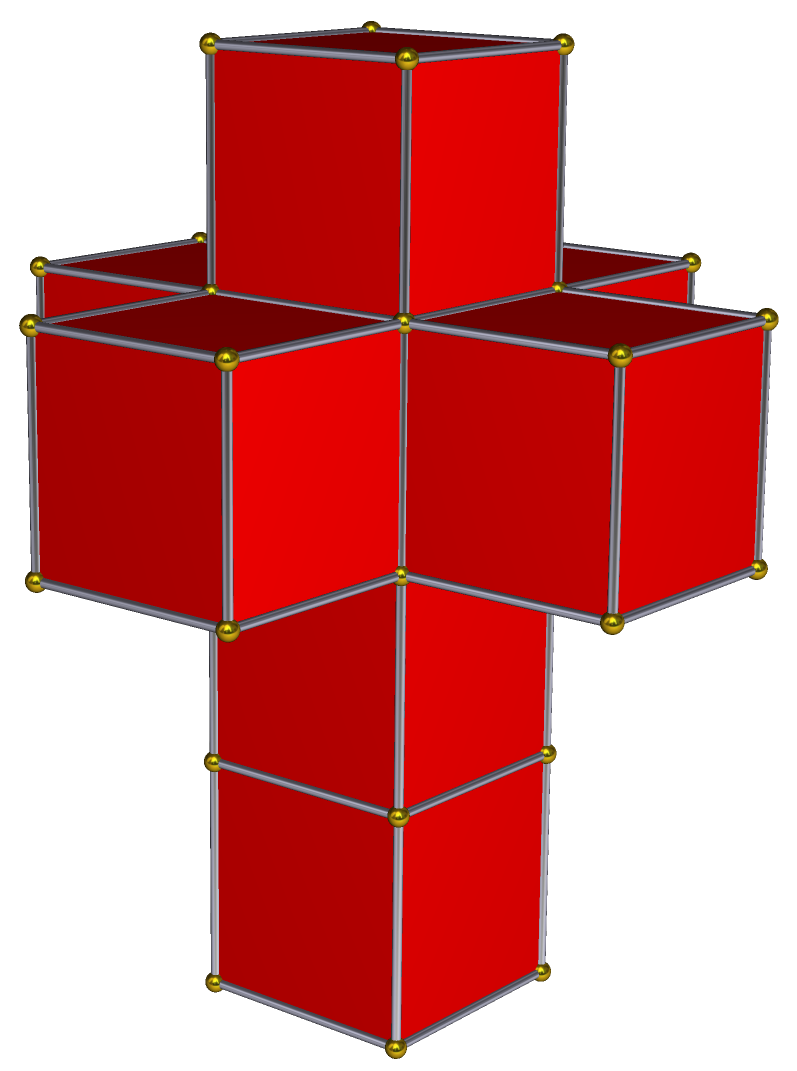
La cruz de Dalí, desarrollo de un teseracto

Desde su descubrimiento, los hipercubos de cuatro dimensiones han sido un tema popular en el arte, la arquitectura y la ciencia ficción. Algunos ejemplos notables son:
- "And He Built a Crooked House", la historia de ciencia ficción de Robert Heinlein de 1940 que presenta un edificio en forma de hipercubo de cuatro dimensiones.[18] Esta obra y "The No-Sided Professor" de Martin Gardner, obra publicada en 1946, se encuentran entre los primeros relatos de ciencia ficción en presentar a los lectores elementos geométricos como la banda de Möbius, la botella de Klein o el hipercubo (teseracto).
- La Crucifixión, una pintura al óleo de 1954 de Salvador Dalí que presenta un hipercubo tetradimensional desplegado en una cruz latina.[19] tridimensional
- El Arco de La Défense, un monumento y edificio cerca de París, Francia, completado en 1989. Según el ingeniero del monumento, Erik Reitzel, el Grande Arche fue diseñado para parecerse a la proyección de un hipercubo.[20]
- Fez, un videojuego donde un personaje que puede ver más allá de las dos dimensiones que otros personajes pueden ver, debe usar esta habilidad para resolver acertijos de plataformas. Presenta a "Dot", un teseracto que ayuda a navegar por el mundo e indica cómo usar ciertas habilidades, encajando con el tema de ver más allá de la percepción humana del espacio tridimensional conocido.[21]
- Cube 2: Hypercube es una película canadiense de terror y suspense de 2002 dirigida por Andrzej Sekuła. En ella, los protagonistas están atrapados dentro de un teseract, lleno de trampas mortales, y el objetivo es escapar de él.[22][23]

La palabra "teseracto" se adoptó más tarde para muchos otros usos en la cultura popular, incluso como un dispositivo de trama en obras de ciencia ficción, a menudo con poca o ninguna conexión con el hipercubo tetradimensional tratado en este artículo.